# Amtsgericht Mörchingen

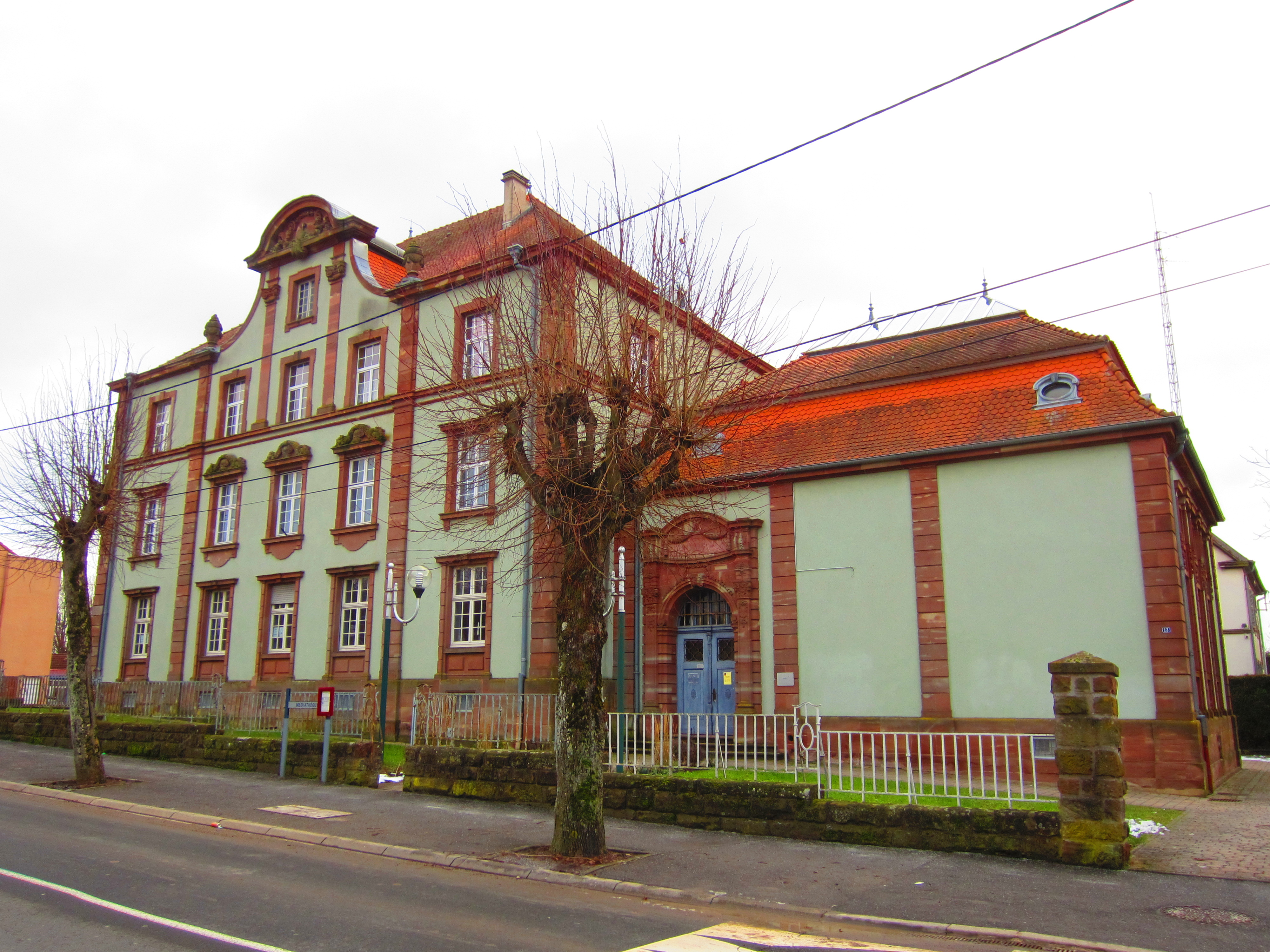
Gerichtsgebäude

Das Amtsgericht Mörchingen war ein deutsches Amtsgericht mit Sitz in Mörchingen in den Jahren 1909 bis 1918.

## Geschichte
Im Rahmen der Reichsjustizgesetze wurden 1879 die Friedensgerichte im Reichsland Elsass-Lothringen aufgehoben und Amtsgerichte gebildet. Ein Amtsgericht Mörchingen entstand dabei nicht, da es auch kein Friedensgericht in Mörchingen geben hatte.
Da Mörchingen als Garnisonsstadt schnell wuchs, wurde mit Verordnung vom 28. Dezember 1894 angeordnet, dass das Amtsgericht Großtänchen Gerichtstage in Mörchingen halten sollte.
Mit der Verordnung über den Sitz und die Bezirke der Amtsgerichte vom 3. April 1909 wurde das Amtsgericht Mörchingen zum 1. Mai 1809 gebildet. Diesem wurden die Gemeinden Armsdorf, Baronweiler, Bermeringen, Böllingen, Brülingen, Chenois, Conthil, Destrich, Enschweiler, Eschen, Harprich, Holacourt, Landorf, Lesse, Liedersingen, Marthil, Mörchingen, Rakringen, Rodalben, Sülzen und Zarbeling zugewiesen. Das Amtsgericht Mörchingen war dem Landgericht Metz nachgeordnet.
Nach der Abtretung Elsass-Lothringens an Frankreich nach dem Ersten Weltkrieg wurde das Amtsgericht Mörchingen als „Tribunal cantonal Morhange“ weitergeführt. Im Zweiten Weltkrieg wurde 1940 von der deutschen Besatzungsmacht die vorgefundene Gerichtsstruktur unter Verwendung deutscher Ortsnamen und Behördenbezeichnungen, hier als Amtsgericht Mörchingen, fortgeführt.